# Grant Town
Grant Town és una població dels Estats Units a l'estat de Virgínia de l'Oest. Segons el cens del 2000 tenia 657 habitants.

## Demografia
Segons el cens del 2000, Grant Town tenia 657 habitants, 270 habitatges, i 190 famílies. La densitat de població era de 461,2 habitants per km².
Dels 270 habitatges en un 27% hi vivien nens de menys de 18 anys, en un 52,2% hi vivien parelles casades, en un 12,6% dones solteres, i en un 29,6% no eren unitats familiars. En el 27,8% dels habitatges hi vivien persones soles el 18,5% de les quals corresponia a persones de 65 anys o més que vivien soles. El nombre mitjà de persones vivint en cada habitatge era de 2,43 i el nombre mitjà de persones que vivien en cada família era de 2,95.
Per edats la població es repartia de la següent manera: un 21,8% tenia menys de 18 anys, un 8,7% entre 18 i 24, un 25,9% entre 25 i 44, un 23,9% de 45 a 60 i un 19,8% 65 anys o més.
L'edat mediana era de 40 anys. Per cada 100 dones de 18 o més anys hi havia 80,4 homes.
La renda mediana per habitatge era de 24.722 $ i la renda mediana per família de 29.250 $. Els homes tenien una renda mediana de 23.750 $ mentre que les dones 22.083 $. La renda per capita de la població era de 12.717 $. Entorn del 16,9% de les famílies i el 21,7% de la població estaven per davall del llindar de pobresa.

## Poblacions més properes
El següent diagrama mostra les poblacions més properes.